# 融創中國

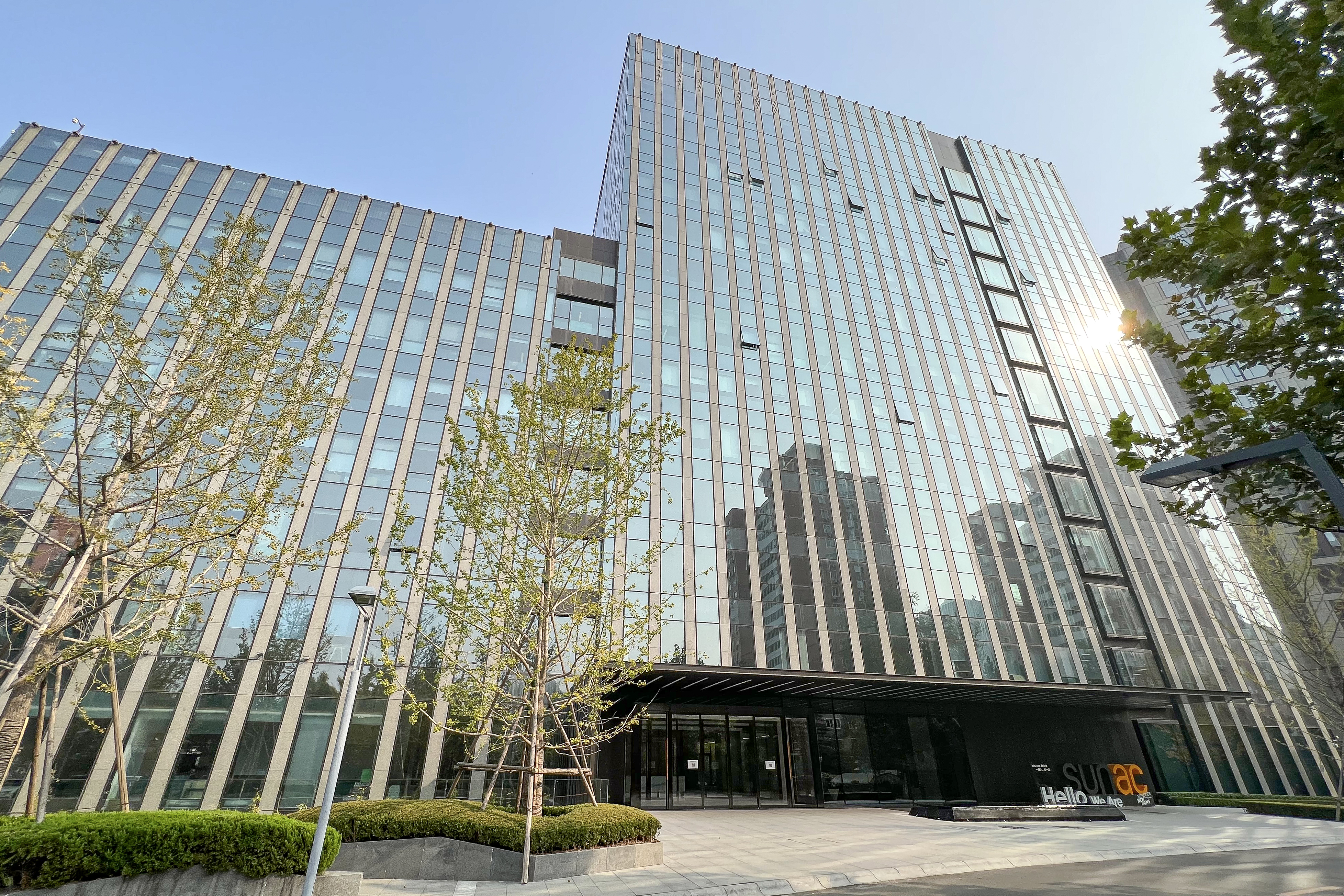
融创北京总部大楼

融創中國控股有限公司（Sunac China Holdings Limited，港交所：1918）是中国一家以房地产开发為核心主業的企业，按销售额计为中国第四大地产开发商。融創中國控股發展的地產發展項目分佈於天津、上海、北京、重慶、無錫、蘇州等城市，產品包括多层大廈、住宅、别墅、商品房、酒店式公寓、寫字樓等物業。
2023年9月19日，融創中國在美國申请破產保護，依據美國「破產法」第十五章，向紐約法院申请破產保護，以獲得美國法庭對該公司在香港法庭有關協議安排重組的認可。

## 历史
2007年，融創中國獲雷曼兄弟入股。2009年，貝恩資本及德銀從已破產的雷曼兄弟購入融創股份。2008年12月，融創中國和首鋼合資的首鋼融創置業以20.1億人民幣投得北京海淀西北旺新村的地皮。2009年12月，融創中國在香港進行招股，打算籌集17.4億至22.2億港元。2009年12月14日，融創中國宣佈因市況不佳及為投資者爭取最佳利益，決定延期上市。2010年9月，融創中國第四度籌備上市，在香港再次進行招股，招股價介乎3.18至3.98元，發售7.5億股新股。股份最終在10月7日成功上市。
2013年1月，融創置地將增持北京萬通旗下天津泰達城市開發（泰達城開）的股權至47%，共涉資近7億元。2013年9月19日，融創中國以103.2億元人民幣(約130.6億港元)投得天津南開區天拖板塊的津南紅(挂)2013-102號地塊(以下簡稱天拖地塊)。融創與天津市房地產集團按照51：49的比例支付並共同開發天拖地塊。可建設用地面積為37.4萬平方米，總建築面積不超過102.09萬平方米，樓面價約為10,109元人民幣。其用途為居住及商業金融業。
2014年5月22日，融創中國以62億9822萬元，向綠城中國主席宋衛平、常務副主席兼行政總裁壽柏年及股東夏一波收購他們持有百分之24.313的公司股份。12月18日融創中國終止收購綠城股權。2014年12月31日，融創中國以總收購代價155.46億元人民幣向綠城中國收購合營公司上海融創綠城及融創綠城全部股權。
2015年2月4日，根據港交所股權披露顯示，融創中國1月底以均價1.8港元，向佳兆業創辦人郭兆成家族購入25.3億股49.25%股權，佳兆業（1638）股份，總收購代價45.5億港元。同年5月，有關交易取消。8月，融創中國以32.06億元人民幣向中渝置地收購成都7個項目的股權；其中27.56億收購中渝國嘉置業51%股份，另外4.5億收購四川國嘉51%股份。9月，融創中國與西安天朗成立合資公司共同開發西安兩個項目，融創中國另收購西安天朗位於濟南、南京及成都共六個項目。同年底，融創中國與雨潤集團達成戰略合作協議。
2016年9月17日，融創中國宣布，將斥約138億元人民幣收購聯想控股旗下的地產公司融科智地的業務，完成後將擁有該公司位於主要一、二線城市北京、天津、重慶、杭州等16個城市共42個物業項目，總佔地面積約693.72萬平方米，等於公司截至上半年總土儲3775.59萬平方米的18%；合計總建築面積約1802.22萬平方米，待售面積約730.05萬平方米。
2017年1月13日至14日，融創中國及乐视网公佈，融創中國透過关联公司嘉睿汇鑫向賈躍亭購買8.61%乐视网股權、向乐视网購買部分乐视致新股權。同時華夏人壽、樂然投資和融創中國向乐视致新增資，令乐视网在乐视致新的股權被分薄至40.3118%（仍為大股東），但解決乐视致新與乐视网的資金危機。3月3日，聯想集團公布，出售成都聯創融錦投資49%股權予融創中國，作價16.17億元人民幣（約18.25億港元），將產生稅前收益約16.96億港元，融創將全資擁有合肥融科城及武漢融科天域兩個物業項目。
2017年5月2日，金科股份最新公告称，融创中国控股有限公司通过其控股子公司天津聚金物业物业管理有限公司、天津润鼎和天津润泽从2016年12月9日至2017年4月28日通过二级市场合计增持金科股票约2.665亿股，占总股本的4.99%；增持完成后，融创累计持有金科13.358亿股，持股比例为25%。5月12日，融創中國以102.546億人民幣收購天津星耀投资有限公司80%股權及債權；天津星耀主要從事位於天津市津南區星耀五洲項目的開發，主要用作住宅及商業，總佔地面積約263萬平方米，總建築面積約412萬平方米，計容建築面積約300萬平方米，容積率為1.1，其中已售計容面積約65萬平方米，未售計容面積約235萬平方米。
2017年7月19日 萬達集團、融創中國及富力地產在北京召開合作發布會，公告出售資產細節；融創中國以438.44億人民幣收購13個總建築面積約5,897萬平方米的萬達文化旅遊項目91%股權並承擔項目現有貸款454億元人民幣，而融創蒐購資產所需的資金多半來自借貸，因此更加引發外界對於其企業財務槓桿過高的疑慮。
2018年10月28日，融創以44.94億元人民幣收購成都萬達主題文化旅遊管理有限公司75%股權和以15億元等值港幣收購萬達文化旅遊創意集團有限公司100%股權，同時萬達商管集團同意終止原商業安排，代價約為2.87億元。融创继续出资，以62.8亿元收购万达文旅城项目的设计、管理及规划公司，并成立融创文旅设计院、文旅建设事业部。
2019年1月，融創中國向泛海控股以125.53億元人民幣收購其持有的上海泛海建設公司。
2019年12月，融创以人民币152.69亿元的对价收购云南城投集团持有的环球世纪及时代环球51%股权；交易完成后，环球世纪及时代环球将成为融创中国的间接附属公司，融创文旅也一跃成为会展类项目最大的持有及运营商。
2020年11月，融創中國旗下融創服務正式在香港聯合交易所主板上市，股票代碼「1516.HK」。同月，新湖中寶發公告指，向融創出售浙江啟輝35%權益，涉11.44億元，將共同開發溫州西灣項目，並以38億元向融創出售浙江啟隆的50%股權以合作開發上海亞龍古城國際花園項目。
2021年1月7日, 融創中國主席孫宏斌於1月4日在場內增持290萬股，平均買入價每股26.8818元，涉資7,795.72萬元。增持後，孫宏斌於公司持股增加至45.19%。
2022年6月30日，香港恒指公司宣布恒生指數系列成份股變動，多間長期停牌的內房將剔出相關指數，其中恒生中國企業指數剔除融創中國（1918.HK）。融信6月中旬以來一直尋求債券持有人、特別是一家國有大型內銀和兩家國有信託公司，只回售其持有的15%債券，惟大部分投資者希望行使回售權。
2023年9月18日，融创宣布就美元债务重组向美国纽约南区联邦地区法院申请破产保护。当天融创宣布境外债权重组方案获得债权人高票通过，共有2019名债权人针对债券本金及应计未付利息总额99.23亿美元进行投票，其中赞成票为2014票，占比99.75%。
2024年3月，融创发布报告，2023年融创亏损在70亿元至90亿元，而2022年同期的亏损在276.7亿元。对于2023年亏损减少的原因，融创称主要是因为公司完成境外债务重组录得其他业务收益所致。

## 開發項目

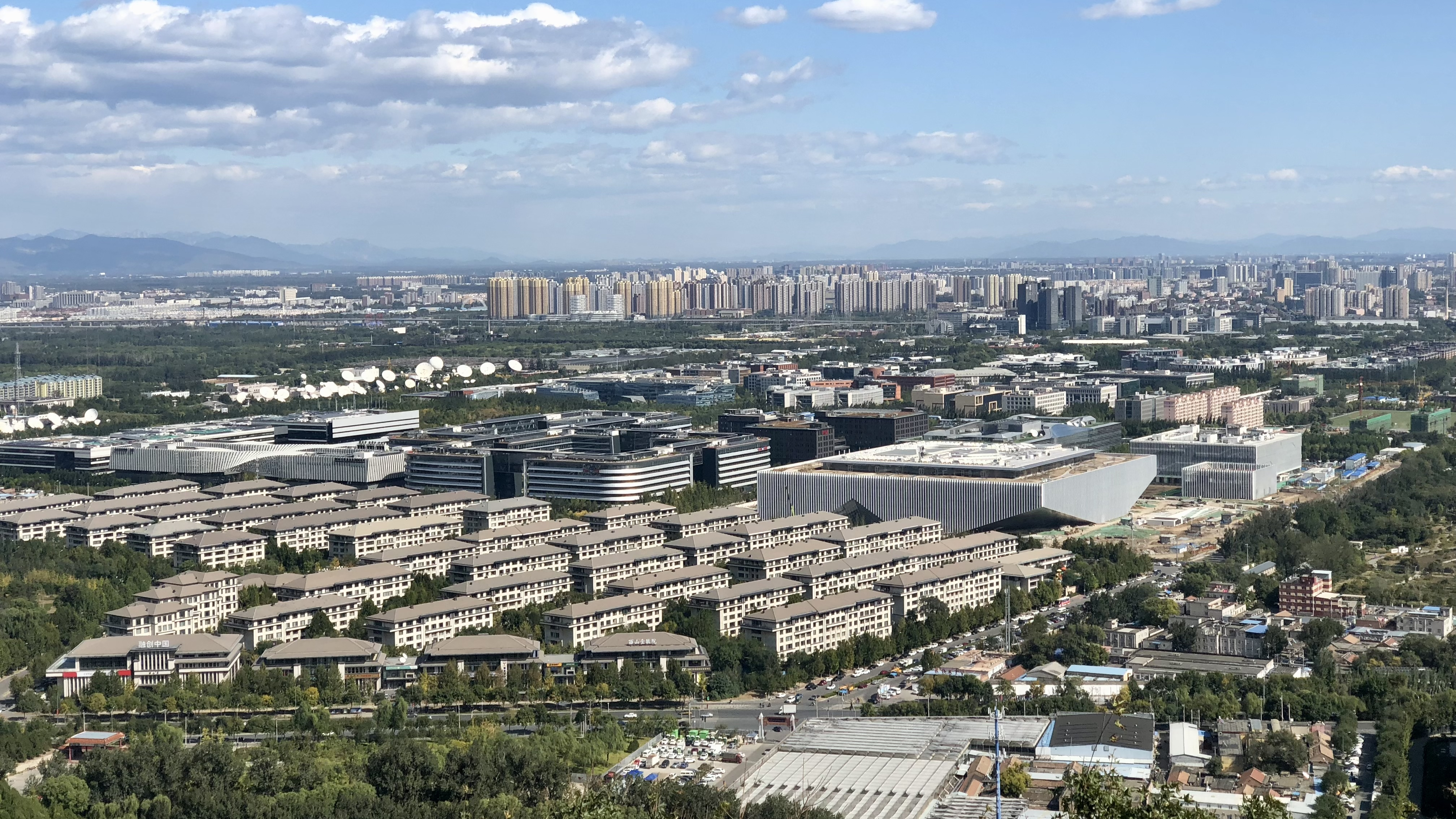
位于北京西北旺区域的融创壹号院（近景），毗邻后厂村区域高新科技产业园

- 天津時代奧城天津、海逸長洲、上谷商業中心、融創·星美禦
- 北京禧福彙、西北旺項目
- 重慶奧林匹克花園、亞太商谷
- 無錫天鵝湖花園、理想城市
- 蘇州81棟
- 桂林融创国际旅游度假区
- 江西南昌融创乐园